# Ebertsheim
Ebertsheim é um município da Alemanha localizado no distrito (Kreis ou Landkreis) de Bad Dürkheim, na associação municipal de Verbandsgemeinde Grünstadt-Land, no estado da Renânia-Palatinado.